# Нік Нолті
Ніколас Кінґ (Нік) Нолті (англ. Nicholas King 'Nick' Nolte; нар. 8 лютого 1941, Омаха, США) — американський актор, триразовий номінант на премію «Оскар» (1992, 1999, 2012), номінант на премію «Еммі» (1977), лауреат премії «Золотий глобус» (1992). Лауреат премії Capri Legend Award 2018 року та кількох престижних премій критиків.
Найпомітніші фільми за участю Ніка Нолті — «Безодня» (1977), «48 годин» (1982), «Нью-Йоркські історії» (1989), «Мис страху» (1991), «Володар припливів» (1991), «Олія Лоренцо» (1992), «Тонка червона лінія» (1998), «Халк» (2003), «Готель «Руанда»» (2004), «Париже, я люблю тебе» (2006), «Мирний воїн» (2006), «Грім у тропіках» (2008) і «Воїн» (2011).

## Біографія
Нік Нолті (уроджений Ніколас Кінг Нолті) народився 8 лютого 1941 року в Омасі, штат Небраска, у сім'ї Гелен Кінґ, власниці супермаркету, і її чоловіка Френкліна Артура Нолті, колишнього футболіста. Дідусь Ніка по батькові мав німецьке коріння. Разом із Ніком росла також старша сестра Ненсі, надалі вона працювала у Міжнародному комітеті Червоного Хреста.
Нолті закінчив Вестсайдську середню школу в Омасі, де грав у місцевій футбольній команді. Під час навчання в коледжі Пасадена Сіті, який він закінчив 1965 року, Нолті працював у пивоварній компанії Falstaff Brewing Corporation. Пройшовши акторські курси в декількох академіях, Нолті працював у невеликих театрах.
Дебют Нолті у великому кіно відбувся 1973 року, з виходом на екрани пригодницького бойовика Джеймса Вільяма Гуерчіо «Хлопці в синій формі», де актор виконав епізодичну роль молодого хіпі. 1977 року Нолті номінувався на премії «Золотий глобус» та «Еммі» за роль Тома Йордаше у мінісеріалі «Багач, бідняк». Роль, яка прославила його на весь світ — сержант Джек Кейтс у трилері Волтера Гілла «48 годин» (1982), де його партнером був Едді Мерфі.
Актор став володарем «Золотого глобуса» 1992 року за перевтілення у невдаху Тома Вінга у мелодрамі Барбри Стрейзанд «Повелитель припливів». За цю ж роль Нолті вперше номінувався на премію «Оскар», але на церемонії вручення програв Ентоні Гопкінсу. Пізніше Нолті ще двічі висувався на «Оскар»: 1998 року за роль Вейда Вайтхауса у драмі «Скорбота» і 2012 року за роль Педді Конлон у спортивній драмі «Воїн».

### Приватне життя
Нік Нолті був одружений тричі: із Шейлі Пейдж (1966—1970), Шерін Гаддад (1978—1983) і з Ребекою Лінгер (1984—1994; є син Броулі). Крім того, Нолті мав стосунки з акторками Деброю Вінгер та Віккі Льюїс. 3 жовтня 2007 року цивільна дружина Нолті, Клайт Лейн, народила від нього доньку Софі Лейн Нолті. Актор і його сім'я живуть у місті Малібу, штат Каліфорнія.
Довгі роки Нолті мав алкогольну залежність, актора навіть заарештовували за водіння у стані сп'яніння. 2008 року Нолті заявив, що повністю вилікувався від цієї згубної звички.
За власним визнанням Нолті любить спілкуватися з кришнаїтами. Особливо йому подобається брати участь у крішнаїтських співах і танцях. Нолті регулярно проводить у себе вдома крішнаїтські богослужіння та відвідує храми крішнаїтів у Каліфорнії. Нолті стверджує, що у 1960-і роки особисто зустрічався із засновником Міжнародного товариства свідомості Крішни Бгактіведантою Свамі Прабгупадом (1896—1977).

## Фільмографія
| Рік       |    | Українська назва                      | Оригінальна назва                        | Роль                              |
| --------- | -- | ------------------------------------- | ---------------------------------------- | --------------------------------- |
| 1972      | ф  | Брудний маленький Біллі               | Dirty Little Billy                       | ватажок банди (немає у титрах)    |
| 1973      | с  | Грифф                                 | Griff                                    | Біллі Рендольф                    |
| 1973      | с  | Гармата                               | Cannon                                   | Рон Джонсон                       |
| 1974      | с  | Вулиці Сан-Франциско                  | The Streets of San Francisco             | капітан Алан Мелдер               |
| 1974      | с  | Швидка!                               | Emergency!                               | Фред                              |
| 1974      | с  | Тома                                  | Toma                                     | Воллі                             |
| 1974      | тф | Зима вбиває                           | Winter Kill                              | Дейв Майклс                       |
| 1974      | тф | Хлопець з Каліфорнії                  | The California Kid                       | Базз Стеффорд                     |
| 1974      | тф | Смертний вирок                        | Death Sentence                           | Джон Гілі                         |
| 1974—1975 | с  | Барнабі Джонс                         | Barnaby Jones                            | Марк Рейні/Пол Беррінгер          |
| 1975      | ф  | Повернення в округ Мейсон             | Return to Macon County                   | Бо Голлінґер                      |
| 1976      | с  | багач, бідняк                         | Rich Man, Poor Man                       | Том Йордаше                       |
| 1977      | ф  | Безодня                               | The Deep                                 | Девід Сандерс                     |
| 1978      | ф  | Хто зупинить дощ?                     | Who'll Stop the Rain                     | Рей Гікс                          |
| 1980      | ф  | Серцебиття                            | Heart Beat                               | Ніл Кессіді                       |
| 1982      | ф  | Каннером Роу                          | Cannery Row                              | Док                               |
| 1982      | ф  | 48 годин                              | 48 Hrs.                                  | сержант Джек Кейтс                |
| 1983      | ф  | Під вогнем                            | Under Fire                               | Рассел Прайс                      |
| 1984      | ф  | Ґрейс Квіґлі                          | Grace Quigley                            | Сеймур Флінт                      |
| 1984      | ф  | Вчителі                               | Teachers                                 | Алекс Джурел                      |
| 1986      | ф  | Без копійки в Беверлі Гіллз           | Down and Out in Beverly Hills            | Джеррі Баскін                     |
| 1987      | ф  | Всі запобіжні заходи                  | Extreme Prejudice                        | Джек Бентін                       |
| 1987      | ф  | Бур'яни                               | Weeds                                    | Лі Амстеттер                      |
| 1989      | ф  | Три втікача                           | Three Fugitives                          | Лукас                             |
| 1989      | ф  | Прощання з королем                    | Farewell to the King                     | Лиройда                           |
| 1989      | ф  | Нью-йоркські історії                  | New York Stories                         | Лайонел Добі                      |
| 1990      | ф  | Кожний перемагає                      | Everybody Wins                           | Том О'Тул                         |
| 1990      | ф  | Запитання та відповіді                | Q & A                                    | капітан Майкл Бреннан             |
| 1990      | ф  | Інші 48 годин                         | Another 48 Hrs.                          | Джек Кейтс                        |
| 1991      | ф  | Мис страху                            | Cape Fear                                | Сем Боуден                        |
| 1991      | ф  | Володар припливів                     | The Prince of Tides                      | Том Уінг                          |
| 1992      | ф  | Олія Лоренцо                          | Lorenzo's Oil                            | червня Одоні                      |
| 1994      | ф  | Я згоден на всі                       | I'll Do Anything                         | Метт Гоббс                        |
| 1994      | ф  | Азартна гра                           | Blue Chips                               | Піт Белл                          |
| 1994      | ф  | Я люблю неприємності                  | I Love Trouble                           | Пітер Брекетт                     |
| 1995      | ф  | Джефферсон у Парижі                   | Jefferson in Paris                       | Томас Джефферсон                  |
| 1996      | ф  | Скала Малголланд                      | Mulholland Falls                         | Макс Гувер                        |
| 1996      | ф  | Мати Темрява                          | Mother Night                             | Говард Кемпбелл                   |
| 1997      | ф  | Нічне чергування                      | Nightwatch                               | інспектор Томас Крей              |
| 1997      | ф  | На заході                             | Afterglow                                | Лаккі Менн                        |
| 1997      | ф  | Поворот                               | U Turn                                   | Джейк Маккенна                    |
| 1998      | ф  | Скорбота                              | Affliction                               | Вейд Вайтгаус                     |
| 1998      | ф  | Тонка червона лінія                   | The Thin Red Line                        | лейтенант-полковник Гордон Толл   |
| 1999      | ф  | Сніданок для чемпіонів                | Breakfast of Champions                   | Гаррі Ле Сабрі                    |
| 1999      | ф  | Симпатіко                             | Simpatico                                | Вінсент Вебб                      |
| 2000      | ф  | Золота чаша                           | The Golden Bowl                          | Адам Вервер                       |
| 2000      | ф  | Тріксі                                | Trixie                                   | сенатор Драммонд Евері            |
| 2002      | ф  | Розслідуючи секс                      | Investigating Sex                        | Фальдо                            |
| 2002      | ф  | Гарний злодій                         | The Good Thief                           | Боб Монтагнет                     |
| 2003      | ф  | Галк                                  | Hulk                                     | Девід Беннер/Поглинач             |
| 2004      | ф  | Прекрасна країна                      | The Beautiful Country                    | Стів                              |
| 2004      | ф  | Прибирання                            | Clean                                    | Альбрехт Гаузер                   |
| 2004      | ф  | Готель «Руанда»                       | Hotel Rwanda                             | полковник Олівер                  |
| 2005      | ф  | Невервос                              | Neverwas                                 | Т. Л. Пірсон                      |
| 2006      | мф | Лісова братва                         | Over the Hedge                           | Вінсент; озвучування              |
| 2006      | ф  | Париже, я люблю тебе                  | Paris, je t'aime                         | Вінсент                           |
| 2006      | ф  | Мирний воїн                           | Peaceful Warrior                         | Сократ                            |
| 2006      | ф  | Кілька днів у вересні                 | Quelques jours en septembre              | Елліотт                           |
| 2008      | ф  | Таємниці Пітсбурга                    | The Mysteries of Pittsburgh              | Джо Бехштейн                      |
| 2008      | ф  | Спайдервік: Хроніки                   | The Spiderwick Chronicles                | Мулгарат                          |
| 2008      | ф  | Грім у тропіках                       | Tropic Thunder                           | Джон «Чотирилисник» Тейбек        |
| 2010      | ф  | Кішки проти собак: Помста Кітті Галор | Cats & Dogs: The Revenge of Kitty Galore | Бутч; озвучування                 |
| 2010      | ф  | Загублена Аркадія                     | Arcadia lost                             | Бенерджі                          |
| 2011      | ф  | Артур. Ідеальний мільйонер            | Arthur                                   | Берт Джонсон                      |
| 2011      | ф  | Зоонаглядач                           | Zookeeper                                | горила Берні; озвучування         |
| 2011      | ф  | Воїн                                  | Warrior                                  | Педді Конлон                      |
| 2011—2012 | с  | Удача                                 | Luck                                     | Волтер Сміт/Старець               |
| 2013      | ф  | Мисливці на гангстерів                | The Gangster Squad                       | Білл Паркер                       |
| 2013      | ф  | Паркер                                | Parker                                   | Герлі                             |
| 2013      | ф  | Нова спроба Кейт МакКолл              | The Trials of Cate McCall                | Bridges                           |
| 2014      | ф  | Ной                                   | Noah                                     | Шамхазай; озвучування             |
| 2015      | ф  | Безглузда шістка                      | The Ridiculous 6                         | Френк Стокберн                    |
| 2015      | ф  | Всю ніч в бігах                       | Run All Night                            | Едді                              |
| 2015      | ф  | Прогулянка по лісах                   | A Walk in the Woods                      | Stephen Katz                      |
| 2018      | ф  | Падре                                 | The Padre                                | Немес                             |
| 2018      | ф  | Мед у голові                          | Head Full of Honey                       | Амадей                            |
| 2019      | ф  | Падіння Янгола                        | Angel Has Fallen                         | Клей Бенінґ                       |
| 2019      | с  | Мандалорець                           | The Mandalorian                          | Уґнот Куїл (голос та зовнішність) |
| 2020      | с  | Утрачений рай                         | Paradise Lost                            | суддя Форсайт                     |
| 2020      | ф  |                                       | Last Words                               | Шекспір                           |
| 2022      | ф  |                                       | Blackout                                 | Етан Мак-Кой                      |
| 2022      | ф  |                                       | Rittenhouse Square                       | Баррі                             |
| 2023      | с  | Покерфейс                             | Poker Face                               | Артур Ліптін                      |
| 2025      | ф  | Здохни, коханий                       | Die, My Love                             | Гаррі                             |
| 2026      | ф  | Злочин 101                            | Crime 101                                |                                   |

## Нагороди та номінації
- 2012 — номінація на премію «Оскар» за виконання другорядної ролі у фільмі «Воїн»
- 1999 — номінація на премію «Оскар» за виконання головної чоловічої ролі у фільмі «Скорбота»
- 1992 — премія «Золотий глобус» за виконання головної чоловічої ролі у фільмі «Володар припливів»
- 1992 — номінація на премію «Оскар» за виконання головної чоловічої ролі у фільмі «Володар припливів»